# ノースカロライナ・カレッジ
ノースカロライナ・カレッジ（英語: North Carolina Courage）は、アメリカ合衆国・ノースカロライナ州ケアリーを本拠とするプロ女子サッカーチーム。NWSLのチームとして2017年に創設された。ユナイテッドサッカーリーグ（USL）のノースカロライナFC系列のチームである。本拠地はウェイクメッド・サッカーパークのサーレンズ・スタジアムである。
2018年にノースカロライナ・カレッジはNWSLチャンピオン（プレーオフ優勝）とNWSLシールド（レギュラーシーズン1位）を同年に獲得した歴史的な記録を残し、またリーグ創設以来初めてホームスタジアムでNWSLチャンピオンとなったチームとなった。

## 沿革
2017年に解散したウェスタン・ニューヨーク・フラッシュがノースカロライナ州に移転。ノースカロライナFCのオーナー、スティーブン・マリックがフランチャイズ権を買い取ってノースカロライナ・カレッジを設立。2018年にはシーズン26試合中1敗しかしない好調なシーズンとなり、NWSLチャンピオン（プレーオフ優勝）とNWSLシールド（レギュラーシーズン1位）を同年に獲得した歴史的な記録を残した。ジェシカ・マクドナルドはNWSLのMVPに選出された。2019年にも2年連続で、NWSLシールド（レギュラーシーズン1位）とNWSLチャンピオン（プレーオフ優勝）となり、デビーニャがNWSLのMVPに選出された。
2021年にはプロテニス選手の大坂なおみが共同オーナーとなったと発表した。
2021年9月に、チームはヘッドコーチのポール・ライリーを選手への性的不正行為疑惑のため解雇したと発表した。

## チーム名、エンブレム、カラー
元々WUSAリーグに参加していたカロライナ・カレッジからチーム名を継承し、エンブレムも雌ライオンをそのまま継承している。ノースカロライナFCのエンブレム同様、ノースカロライナ州の州旗のイメージから星と州旗の色を使用している。チームカラーはそれぞれ、アトランティック・ブルー、カロライナ・レッド、サザン・ゴールドと呼んでいる。

## スタジアム
- ウェイクメッド・サッカーパーク（英語版）

## シーズン別成績
| 年   | NESLレギュラーシーズン | NESLレギュラーシーズン | NESLレギュラーシーズン | NESLレギュラーシーズン | NESLレギュラーシーズン | NESLレギュラーシーズン | NESLレギュラーシーズン | NESLレギュラーシーズン | プレーオフ   | NWSL チャレンジカップ | ヘッドコーチ                               |
| 年   | 試合数                 | 勝                     | 分                     | 敗                     | 得点                   | 失点                   | 勝ち点                 | 順位                   | プレーオフ   | NWSL チャレンジカップ | ヘッドコーチ                               |
| ---- | ---------------------- | ---------------------- | ---------------------- | ---------------------- | ---------------------- | ---------------------- | ---------------------- | ---------------------- | ------------ | --------------------- | ------------------------------------------ |
| 2017 | 24                     | 16                     | 7                      | 1                      | 38                     | 22                     | 49                     | 1位                    | 準優勝       | —                     | ポール・ライリー                           |
| 2018 | 24                     | 17                     | 1                      | 6                      | 53                     | 17                     | 57                     | 1位                    | 優勝         | —                     | ポール・ライリー                           |
| 2019 | 24                     | 15                     | 5                      | 4                      | 54                     | 23                     | 49                     | 1位                    | 優勝         | —                     | ポール・ライリー                           |
| 2020 | —                      | —                      | —                      | —                      | —                      | —                      | —                      | —                      | —            | 準々決勝              | ポール・ライリー                           |
| 2021 | 24                     | 9                      | 6                      | 9                      | 28                     | 23                     | 33                     | 6位                    | 1回戦敗退    | 東地区2位             | ポール・ライリー→ ショーン・ナハス（暫定） |
| 2022 | 22                     | 9                      | 8                      | 5                      | 46                     | 33                     | 32                     | 7位                    | 出場資格無し | 優勝                  | ショーン・ナハス                           |
| 2023 | 22                     | 9                      | 7                      | 6                      | 29                     | 22                     | 33                     | 3位                    | 1回戦敗退    | 優勝                  | ショーン・ナハス                           |
| 2024 | 26                     | 12                     | 11                     | 3                      | 34                     | 28                     | 39                     | 5位                    | 1回戦敗退    | —                     | ショーン・ナハス                           |
| 2025 |                        |                        |                        |                        |                        |                        |                        |                        |              |                       | ショーン・ナハス                           |

### タイトル
- NWSLプレーオフ（英語版）: 2回 (2018、2019)
- NWSLシールド（英語版）: 3回 (2017、2018、2019)
- NWSLチャレンジカップ: 2回 (2022、2023)
- インターナショナル・チャンピオンズ・カップ（英語版）: 1回 (2018)

## 選手

### 現所属メンバー
2025年2月28日現在
注：選手の国籍表記はFIFAの定めた代表資格ルールに基づく。
| No. | Pos. |                | 選手名                 |
| --- | ---- | -------------- | ---------------------- |
| 1   | GK   | アメリカ合衆国 | ケイシー・マーフィー   |
| 2   | MF   | アメリカ合衆国 | アシュリー・サンチェス |
| 3   | DF   | アメリカ合衆国 | カリー・カーツ         |
| 7   | DF   | アメリカ合衆国 | マリア・バークリー     |
| 8   | MF   | アメリカ合衆国 | ブリアナ・ピント       |
| 10  | MF   | アイルランド   | デニス・オサリバン     |
| 11  | DF   | ドイツ         | フェリシタス・ラウシュ |
| 12  | DF   | アメリカ合衆国 | タリア・スタウデ       |
| 13  | DF   | アメリカ合衆国 | ライアン・ウィリアムズ |
| 14  | FW   | アメリカ合衆国 | タイラー・ルッシ       |
| 16  | MF   | アメリカ合衆国 | ライリー・ジャクソン   |
| 17  | MF   | アメリカ合衆国 | ダニ・ウェザーホルト   |
| 18  | DF   | カナダ         | シドニー・コリンズ     |

| No. | Pos. |                | 選手名                   |
| --- | ---- | -------------- | ------------------------ |
| 19  | MF   | アメリカ合衆国 | ジェイディン・ショー     |
| 20  | FW   | アメリカ合衆国 | オリビア・ウィンゲート   |
| 22  | FW   | オーストラリア | コートニー・ヴァイン     |
| 25  | MF   | アメリカ合衆国 | メレディス・スペック     |
| 27  | DF   | アメリカ合衆国 | メイシー・ベル           |
| 30  | FW   | 日本           | ハンナ・ベットフォート   |
| 33  | DF   | オーストラリア | シャーロット・マクリーン |
| 34  | FW   | 日本           | 松窪真心                 |
| 44  | GK   | アメリカ合衆国 | マリサ・ボバ             |
| 51  | GK   | アメリカ合衆国 | ヘンズリー・ハンカフ     |
| 77  | FW   | ブラジル       | アライン・ゴメス         |
| --  | DF   | カナダ         | ブルックリン・コートナル |
| --  | MF   | 日本           | 小山史乃観               |

### 在籍歴のある選手
- 川村優理
- 長野風花
- 小林里歌子
- 三浦成美

## 歴代ヘッドコーチ
| 氏名                     | 国籍               | 就任          | 辞任          | 試合数 | 勝 | 引 | 負 | 得点 | 失点 | 勝率  |
| ------------------------ | ------------------ | ------------- | ------------- | ------ | -- | -- | -- | ---- | ---- | ----- |
| ポール・ライリー         | イングランドの旗   | 2017年1月9日  | 2021年9月30日 | 90     | 56 | 18 | 16 | 168  | 74   | 62.22 |
| ショーン・ナハス（暫定） | アメリカ合衆国の旗 | 2021年9月30日 | 2021年12月1日 | 6      | 1  | 1  | 4  | 5    | 11   | 16.67 |
| ショーン・ナハス         | アメリカ合衆国の旗 | 2021年12月1日 |               | 44     | 18 | 15 | 11 | 75   | 55   | 40.91 |